# Iman Zandi
Iman Zandi Mashhady, persisch ایمان زندی مشهدی, (* 19. September 1981 in Isfahan) ist ein iranischer Basketballspieler. Er war Teilnehmer der Olympischen Sommerspiele 2008 in Peking.
Als professioneller Basketballer spielt er für BEEM Mazandaran BC. Mit der iranischen Basketballnationalmannschaft gewann er bei den Asienspielen 2006 in Doha Bronze.